# Phyxelida abyssinica
Phyxelida abyssinica är en spindelart som beskrevs av Griswold 1990. Phyxelida abyssinica ingår i släktet Phyxelida och familjen Phyxelididae.
Artens utbredningsområde är Etiopien. Inga underarter finns listade i Catalogue of Life.